# Mnich (Polsko)
Mnich (polsky Mnich) je vesnice v jižním Polsku ve Slezském vojvodství v okrese Těšín. Leží na území Těšínského Slezska a patří k rybníkářské oblasti zvané Žabí kraj. Spolu se samotnými Chybami tvoří centrální část gminy Chyby. Zástavba obou obdobně velkých obcí se vzájemně prolíná a jejich hranice jsou čistě formální. Ke dni 31. 12. 2014 zde žilo 3 648 obyvatel, rozloha obce činí 8,35 km².
První zmínka o Mnichu pochází z roku 1621. Vznik a vývoj obce souvisí s osidlováním a obhospodařováním místa po vyschlých rybnících. Název vesnice je odvozován buď od názvu jednoho z někdejších rybníků, respektive požeráku, jehož polský a německý název znamená doslova mnich, nebo od františkánů, kteří prý v tomto okolí vedli v 16. století poustevnický život ve svépomoci postavených zemnicích.
Obcí probíhá železniční trať Katovice–Visla se zastávkou Chybie Mnich a také magistrála Katovice/Krakov–Ostrava–Praha/Vídeň (historická Severní dráha císaře Ferdinanda) s nádražím Chybie vzdáleným na několik desítek metrů od hranic Mnichu.